# Кідаль (область)
Кідаль (фр. Kidal) — область (фр. région) в Малі.
- Адміністративний центр - місто Кідаль.
- Площа - 151430 км², населення - 67 638 чол. (2009).

Область Кідаль була утворена в 1991 році на вимогу повсталих туарегів і в рамках децентралізації управління країною. 

## Географія
Область розташована на північному сході Малі, на півдні вона межує з областю Гао, на заході з областю Тімбукту, на північному сході з Алжиром, на сході з Нігером.
В географічному плані це плоскогір'я Адрар-Іфорас, що підіймається посеред пустелі Сахара. Природні умови тут досить суворі, хоча й не такі екстремальні, як у пустельних районах Сахари. Річок і доріг з твердим покриттям немає. Перепад температур протягом доби є значним. Вдень температура піднімається до +45 °C, вночі може опуститися до +12 °С.

## Населення
Населена провінція в основному туарегами. Міста - Кідаль і Тесаліт, однак значна частина населення - кочівники. Основні заняття місцевого населення - скотарство, торгівля, кустарне ремісництво.

## Адміністративний поділ
В адміністративному відношенні Кідаль підрозділяється на 4 округи, які в свою чергу діляться на 11 комун:

Адміністративна мапа області Кідаль.

| Округ     | Площа, км² | Населення, чол. (2009) | Комуни                        |
| --------- | ---------- | ---------------------- | ----------------------------- |
| Кідаль    | 21 353     | 33 466                 | Анефіф, Ессук, Кідаль         |
| Тессаліт  | 67 350     | 15 955                 | Аджелгок, Тесаліт, Тімтарене  |
| Абейбара  | 23 750     | 10 296                 | Абейбара, Богаса, Тінзаватене |
| Тін-Есако | 39 000     | 8 022                  | Інтаджедіте, Тін-Есако        |